# Supertungvikt i fristil i brottning vid olympiska sommarspelen 1984
Herrarnas brottningsturnering i fristil i viktklassen supertungvikt vid olympiska sommarspelen 1984 avgjordes i Anaheim Convention Center i Anaheim. 

## Medaljörer
| Klass         | Guld                    | Silver                | Brons                  |
| Supertungvikt | Bruce Baumgartner · USA | Robert Molle · Kanada | Ayhan Taşkin · Turkiet |

## Resultat
- TO — Vinst genom fall
- SP — Vinst genom överlägsenhet, 12-14 poängs skillnad, förloraren med poäng
- SO — Vinst genom överlägsenhet, 12-14 poängs skillnad, förloraren utan poäng
- ST — Vinst genom teknisk överlägsenhet, 15 poäng skillnad
- PP — Vinst genom poäng, förloraren med tekniska poäng
- PO — Vinst genom poäng, förloraren utan tekniska poäng
- PA — Vinst genom att motståndaren skadas
- DQ — Vinst genom förverkande
- D2 — Båda brottarna diskvalificerade på grund av passivitet  (0-0 poäng)
- DNA — Dök inte upp
- L — Förluster
- ER — Elimineringsrunda
- CP — Klassificeringspoäng
- TP — Tekniska poäng

- PA — Vinst genom att motståndaren skadats

### Elimineringsrunda

#### Pool A
| L              |                           | CP       | TP       |                         | L        |          |
| Omgång 1       | Omgång 1                  | Omgång 1 | Omgång 1 | Omgång 1                | Omgång 1 | Omgång 1 |
| -------------- | ------------------------- | -------- | -------- | ----------------------- | -------- | -------- |
| 0              | Bruce Baumgartner (USA)   | 4-0 TF   | 1:58     | Vasile Andrei (ROU)     | 1        |          |
| 1              | Panayotis Pikilidis (GRE) | 1-3 PP   | 6-13     | Ayhan Taşkin (TUR)      | 0        |          |
| Omgång 2       |                           |          |          |                         |          |          |
| 1              | Panayotis Pikilidis (GRE) |          |          | DNA                     |          |          |
| Sista omgången |                           |          |          |                         |          |          |
|                | Bruce Baumgartner (USA)   | 4-0 TF   | 1:58     | Vasile Andrei (ROU)     |          |          |
|                | Ayhan Taşkin (TUR)        | 0-4 TF   | 2:19     | Bruce Baumgartner (USA) |          |          |
|                | Vasile Andrei (ROU)       | 0-4 TF   | 1:21     | Ayhan Taşkin (TUR)      |          |          |

| Brottare                 | L | ER | CP | Sista |
| ------------------------ | - | -- | -- | ----- |
| Bruce Baumgartner (USA)  | 0 | -  | 4  | 8     |
| Ayhan Taşkin (TUR)       | 0 | -  | 3  | 4     |
| Vasile Andrei (ROU)      | 1 | -  | 0  | 0     |
| Georgios Pikilidis (GRE) | 1 | 1  | 1  |       |

#### Pool B
| L                 |                       | CP       | TP       |                       | L        |          |
| Omgång 1          | Omgång 1              | Omgång 1 | Omgång 1 | Omgång 1              | Omgång 1 | Omgång 1 |
| ----------------- | --------------------- | -------- | -------- | --------------------- | -------- | -------- |
| 0                 | Hassan El-Hadad (EGY) | 3-1 PP   | 6-4      | Koichi Ishimori (JPN) | 1        |          |
| 1                 | Mamadou Sakho (SEN)   | 0-4 TF   | 2:01     | Robert Molle (CAN)    | 0        |          |
| Omgång 2          |                       |          |          |                       |          |          |
| 0                 | Hassan El-Hadad (EGY) | 3-1 PP   | 9-5      | Mamadou Sakho (SEN)   | 2        |          |
| 2                 | Koichi Ishimori (JPN) | 0-4 TF   | 4:22     | Robert Molle (CAN)    | 0        |          |
| Sista omgången    |                       |          |          |                       |          |          |
|                   | Hassan El-Hadad (EGY) | 0-4 ST   | 1-14     | Robert Molle (CAN)    |          |          |
| För tredjeplatsen |                       |          |          |                       |          |          |
|                   | Koichi Ishimori (JPN) | 0-4 TF   | 2:08     | Mamadou Sakho (SEN)   |          |          |

| Brottare              | L | ER | CP | Sista |
| --------------------- | - | -- | -- | ----- |
| Robert Molle (CAN)    | 0 | -  | 8  | 4     |
| Hassan El-Hadad (EGY) | 0 | -  | 6  | 0     |
| Mamadou Sakho (SEN)   | 2 | 2  | 1  |       |
| Koichi Ishimori (JPN) | 2 | 2  | 1  |       |

### Slutkamper
|                         | CP        | TP        |                       |           |
| 5:e plats               | 5:e plats | 5:e plats | 5:e plats             | 5:e plats |
| ----------------------- | --------- | --------- | --------------------- | --------- |
| Vasile Andrei (ROU)     | 0-4 PA    |           | Mamadou Sakho (SEN)   |           |
| Bronsmatch              |           |           |                       |           |
| Ayhan Taşkin (TUR)      | 4-0 TF    | 1:44      | Hassan El-Hadad (EGY) |           |
| Final                   |           |           |                       |           |
| Bruce Baumgartner (USA) | 3.5-.5 SP | 10-2      | Robert Molle (CAN)    |           |